# Cavendishia fusiformis
Cavendishia fusiformis är en ljungväxtart som beskrevs av J.L. Luteyn. Cavendishia fusiformis ingår i släktet Cavendishia och familjen ljungväxter. Inga underarter finns listade i Catalogue of Life.